# Palwal
Palwal is een nagar panchayat (plaats) in het district Palwal van de Indiase staat Haryana. 

## Demografie
Volgens de Indiase volkstelling van 2001 wonen er 100.528 mensen in Palwal, waarvan 53% mannelijk en 47% vrouwelijk is. De plaats heeft een alfabetiseringsgraad van 65%.